# Dirka po Španiji 1977
Dirka po Španiji 1977 (špansko Vuelta a España 1977) je 32. izvedba dirke po Španiji, tritedenske moške cestne kolesarske etapne dirke. Začela se je 26. aprila v Dehesi de Campoamor in končala 15. maja v Mirandi de Ebro. Sodelovalo je 70 kolesarjev iz 7-ih ekip. Rumeno majico je prvič osvojil Freddy Maertens (Flandria–Velda–Latina Assicurazioni), drugo mesto Miguel María Lasa, tretje pa Klaus-Peter Thaler (oba Teka). Modro in rdečo majico je osvojil Freddy Maertens, zeleno majico pa Pedro Torres (Teka).

## Ekipe
- Kas–Campagnolo
- Frisol–Thirion–Gazelle
- Novostil-Transmallorca-Gios
- EBO-Superia
- Teka
- Flandria–Velda–Latina Assicurazioni
- Magniflex–Torpado

## Etape
| Etapa | Datum     | Štart/Cilj                                                | Razdalja | Tip     | Tip                  | Zmagovalec                  |
| ----- | --------- | --------------------------------------------------------- | -------- | ------- | -------------------- | --------------------------- |
| P     | 26. april | Dehesa de Campoamor – Dehesa de Campoamor                 | 8 km     |         | posamični kronometer | Freddy Maertens (BEL)       |
| 1     | 27. april | Dehesa de Campoamor – La Manga                            | 115 km   |         |                      | Freddy Maertens (BEL)       |
| 2     | 28. april | La Manga – Murcia                                         | 161 km   |         |                      | Freddy Maertens (BEL)       |
| 3     | 29. april | Murcia – Benidorm                                         | 200 km   |         |                      | Fedor den Hertog (NED)      |
| 4     | 30. april | Benidorm – Benidorm                                       | 8,3 km   |         | posamični kronometer | Michel Pollentier (BEL)     |
| 5     | 1. maj    | Benidorm – El Saler                                       | 159 km   |         |                      | Freddy Maertens (BEL)       |
| 6     | 2. maj    | Valencia – Teruel                                         | 170 km   |         |                      | Freddy Maertens (BEL)       |
| 7     | 3. maj    | Teruel – Alcalà de Xivert                                 | 204 km   |         |                      | Freddy Maertens (BEL)       |
| 8     | 4. maj    | Alcalà de Xivert – Tortosa                                | 141 km   |         |                      | Freddy Maertens (BEL)       |
| 9     | 5. maj    | Tortosa – Salou                                           | 144 km   |         |                      | Freddy Maertens (BEL)       |
| 10    | 6. maj    | Salou – Barcelona                                         | 144 km   |         |                      | Cees Priem (NED)            |
| 11a   | 7. maj    | Barcelona – Barcelona                                     | 3,8 km   |         | posamični kronometer | Freddy Maertens (BEL)       |
| 11b   | 7. maj    | Barcelona – Barcelona                                     | 45 km    |         |                      | Freddy Maertens (BEL)       |
| 12    | 8. maj    | Barcelona – Tossa de Montbui (Santa Margarida de Montbui) | 198 km   |         |                      | Giuseppe Perletto (ITA)     |
| 13    | 9. maj    | Igualada – La Seu d'Urgell                                | 135 km   |         |                      | Freddy Maertens (BEL)       |
| 14    | 10. maj   | La Seu d'Urgell – Monzón                                  | 200 km   |         |                      | Carlos Melero (ESP)         |
| 15    | 11. maj   | Monzón – Formigal                                         | 166 km   |         |                      | Pedro Torres (ESP)          |
| 16    | 12. maj   | Formigal – Cordovilla                                     | 170 km   |         |                      | Freddy Maertens (BEL)       |
| 17    | 13. maj   | Cordovilla – Bilbao                                       | 183 km   |         |                      | Luis Alberto Ordiales (ESP) |
| 18    | 14. maj   | Bilbao – Urkiola                                          | 126 km   |         |                      | José Nazabal (ESP)          |
| 19    | 15. maj   | Durango – Miranda de Ebro                                 | 104 km   |         |                      | Freddy Maertens (BEL)       |
|       | Skupaj    | Skupaj                                                    | 2785 km  | 2785 km | 2785 km              | 2785 km                     |

## Razvrstitev po klasifikacijah
| Etapa  | Zmagovalec            | Rumena majica · | Modra majica ·  | Zelena majica · | Rdeča majica ·      |
| ------ | --------------------- | --------------- | --------------- | --------------- | ------------------- |
| P      | Freddy Maertens       | Freddy Maertens | brez            | brez            | brez                |
| 1      | Freddy Maertens       | Freddy Maertens | Freddy Maertens | Pedro Torres    | Ferdi Van Den Haute |
| 2      | Freddy Maertens       | Freddy Maertens | Freddy Maertens | Pedro Torres    | Freddy Maertens     |
| 3      | Fedor den Hertog      | Freddy Maertens | Freddy Maertens | Andrés Oliva    | Geert Malfait       |
| 4      | Michel Pollentier     | Freddy Maertens | Freddy Maertens | Pedro Torres    | Geert Malfait       |
| 5      | Freddy Maertens       | Freddy Maertens | Freddy Maertens | Pedro Torres    | Geert Malfait       |
| 6      | Freddy Maertens       | Freddy Maertens | Freddy Maertens | Andrés Oliva    | Geert Malfait       |
| 7      | Freddy Maertens       | Freddy Maertens | Freddy Maertens | Andrés Oliva    | Daniele Tinchella   |
| 8      | Freddy Maertens       | Freddy Maertens | Freddy Maertens | Andrés Oliva    | Daniele Tinchella   |
| 9      | Freddy Maertens       | Freddy Maertens | Freddy Maertens | Pedro Torres    | Daniele Tinchella   |
| 10     | Cees Priem            | Freddy Maertens | Freddy Maertens | Andrés Oliva    | Daniele Tinchella   |
| 11a    | Freddy Maertens       | Freddy Maertens | Freddy Maertens | Andrés Oliva    | Daniele Tinchella   |
| 11b    | Freddy Maertens       | Freddy Maertens | Freddy Maertens | Andrés Oliva    | Daniele Tinchella   |
| 12     | Giuseppe Perletto     | Freddy Maertens | Freddy Maertens | Pedro Torres    | Daniele Tinchella   |
| 13     | Freddy Maertens       | Freddy Maertens | Freddy Maertens | Pedro Torres    | Daniele Tinchella   |
| 14     | Carlos Melero         | Freddy Maertens | Freddy Maertens | Pedro Torres    | Daniele Tinchella   |
| 15     | Pedro Torres          | Freddy Maertens | Freddy Maertens | Pedro Torres    | Daniele Tinchella   |
| 16     | Freddy Maertens       | Freddy Maertens | Freddy Maertens | Pedro Torres    | Daniele Tinchella   |
| 17     | Luis Alberto Ordiales | Freddy Maertens | Freddy Maertens | Pedro Torres    | Daniele Tinchella   |
| 18     | José Nazabal          | Freddy Maertens | Freddy Maertens | Pedro Torres    | Daniele Tinchella   |
| 19     | Freddy Maertens       | Freddy Maertens | Freddy Maertens | Pedro Torres    | Freddy Maertens     |
| Skupaj | Skupaj                | Freddy Maertens | Freddy Maertens | Pedro Torres    | Freddy Maertens     |

## Končna razvrstitev
| Legenda | Legenda                                    | Legenda | Legenda                          |
| ------- | ------------------------------------------ | ------- | -------------------------------- |
|         | Predstavlja vodilnega v skupnem seštevku   |         | Predstavlja vodilnega po točkah  |
|         | Predstavlja vodilnega v gorski razvrstitvi |         | Predstavlja vodilnega v šprintih |

### Rumena majica
| Poz. | Kolesar               | Ekipa                               | Čas         |
| ---- | --------------------- | ----------------------------------- | ----------- |
| 1    | Freddy Maertens       | Flandria–Velda–Latina Assicurazioni | 78h 54' 36" |
| 2    | Miguel María Lasa     | Teka                                | + 2' 51"    |
| 3    | Klaus-Peter Thaler    | Teka                                | + 3' 23"    |
| 4    | Domingo Perurena      | Kas–Campagnolo                      | + 4' 45"    |
| 5    | José Viejo            | Kas–Campagnolo                      | + 5' 14"    |
| 6    | Michel Pollentier     | Flandria–Velda–Latina Assicurazioni | + 5' 35"    |
| 7    | Gary Clively          | Magniflex–Torpado                   | + 7' 06"    |
| 8    | José Pesarrodona      | Kas–Campagnolo                      | + 9' 32"    |
| 9    | Pedro Torres          | Teka                                | + 10' 29"   |
| 10   | José Antonio González | Kas–Campagnolo                      | + 11' 18"   |
| 11   | Agustín Tamames       | Teka                                |             |
| 12   | José Manuel García    | Novostil-Transmallorca-Gios         |             |
| 13   | Fernando Mendes       | Teka                                |             |
| 14   | Ludo Loos             | EBO-Superia                         |             |
| 15   | Joaquim Agostinho     | Teka                                |             |
| 16   | Ismael Lejarreta      | Kas–Campagnolo                      |             |
| 17   | Andrés Oliva          | Kas–Campagnolo                      |             |
| 18   | Rafael Ladrón         | Kas–Campagnolo                      |             |
| 19   | Eulalio García        | Kas–Campagnolo                      |             |
| 20   | Carlos Ocaña          | Kas–Campagnolo                      |             |
| 21   | José Nazabal          | Kas–Campagnolo                      |             |
| 22   | Luis Ocaña            | Frisol–Thirion–Gazelle              |             |
| 23   | Carlos Melero         | Teka                                |             |
| 24   | Javier Elorriaga      | Teka                                |             |
| 25   | Giuseppe Perletto     | Magniflex–Torpado                   |             |